# 古蓬镇
古蓬镇，是中华人民共和国广西壮族自治区来宾市忻城县下辖的一个乡镇级行政单位。

## 行政区划
古蓬镇下辖以下地区：
古蓬社区、内联村、上浪村、板内村、龙球村、板梧村、枝林村、古稠村、三浪村、龙利村、东河村和凌头村。